# Thuliu Technologies
Thuliu Technologies（ツーリウ・テクノロジーズ）は、主にWindows向けソフトウェアを開発する団体である。ツーリウ（Thuliu）と呼ばれることもある。

## 主なソフトウェア

### Windows向けソフトウェア
マルチランチャーPro
高性能ランチャーで、軽量という特徴があり、バックアップや、自動更新といった機能もある。また、唯一英語に対応しているソフトウェアである。
アクリエイター
横スクロールアクションゲームを作ることができるソフトである。
Balloon
超高速起動かつ、軽量のブラウザである。起動速度は世界最速であると主張している。キャッチコピーは「この速さ、普通じゃない」。また、Balloon Security Engineという独自のセキュリティエンジンが組み込まれており、このセキュリティエンジンでは、ワンクリック詐欺をブロックすることができる。しかし、まだ誤作動も多かったが、ニューラルネットワークの採用で改善したとしている。
Balloon P
Balloonのポータブル版である。どこでも早くブラウジングできることを目的としている。しかし起動速度はBalloonより劣り、自動更新機能もなくされている。
Cursor Looper
カーソルをループさせられるようにするソフトである。

### ウェブアプリケーション
Shinan
広告なしのフリー検索エンジンである。JavaScriptで設計されており、とても軽量である。検索のデータ生成ソフトは再開発中である。

## 名前の由来
ツリウム（Thulium）からmをとったものである。初期の段階ではツーリウだけであったが後にテクノロジーズが付け足され、その後現在のアルファベット表記となった。